# ژرمانیا (فرانسه)
ژرمانیا (به فرانسوی: Germagnat) یک کمون در فرانسه است که در Canton of Treffort-Cuisiat واقع شده‌است.

## خصوصیات
ژرمانیا ۹٫۴۸ کیلومترمربع مساحت و ۱۴۴ نفر جمعیت دارد و ۳۴۴ متر بالاتر از سطح دریا واقع شده‌است.